# Jánošík (Film, 1921)
Jánošík ist ein tschechoslowakisch-amerikanischer Stummfilm (in der Originalfassung) von Jaroslav Siakeľ (auch Jerry Siakel) aus dem Jahr 1921, der die Geschichte des slowakischen Räuberführers Juraj Jánošík erzählt, und gilt als erster slowakischer Spielfilm.

## Handlung
Die Filmhandlung findet in einer Retrospektive statt. Drei zeitgenössische Wanderer erreichen eine Almhütte, wo der Hirte die Statur eines der Wanderer mit jener von Jánošík vergleicht und mit der Erzählung beginnt.
Frühes 18. Jahrhundert, nordwestliches Königreich Ungarn: Juraj Jánošík, ein junger und beeindruckender Seminarstudent, kehrt in den Heimatort zurück und findet heraus, dass seine schwerkranke Mutter kürzlich gestorben ist. Jánošíks Vater will am Begräbnis teilnehmen, aber sein Gutsherr, Graf Šándor, will ihn von seinem Frondienst nicht freilassen und schlägt ihn mit einem Stock. Der junge Jánošík greift den Grafen an und verschwindet aus dem Dorf.
Während der Flucht verwickelt er sich zusammen mit einer Räuberbande in ein Gefecht mit einem Trupp des Grafen, anschließend übernimmt Jánošík die Führung der Bande und treibt sein Unwesen in den Bergen, überfällt reisende Edelleute und beraubt verkleidet Gäste auf einem Komitatsball. Die Erlöse gibt die Bande an die Bauern weiter.
Darüber hinaus ist Jánošík in seine Kindheitsliebe Anička, die aber der Graf belästigt, wieder verliebt. Ein örtlicher Priester hilft ihm mit Vertuschung häufiger Dorfbesuche, nach einem weiteren Raufhandel mit dem Grafen und mithilfe eines Verräters werden aber Jánošík und seine Bande enttarnt und in einer Gaststätte überwältigt. Am Ende wird Jánošík erhängt.

## Hintergrund
Der Film ist eine Idee der Gebrüder Daniel und Jaroslav Siakeľ, die noch vor dem Ersten Weltkrieg in die USA emigrierten und sich in Chicago niederließen, wo sie Erfahrungen in der amerikanischen Kinematographie gesammelt hatten. Sie kamen im Mai 1921 in die Slowakei mit einem Teil des Drehbuchs. Um die Finanzierung kümmerte sich die 1920 gegründete Gesellschaft Tatra Film Corporation, deren Vorsteher der Filmproduzent Ján Závodný war und die ein Budget von 14.500 US-Dollar zur Verfügung hatte. Als Hauptkulisse diente das Dorf Blatnica, der Heimatort der Gebrüder Siakeľ, weiter das Landschloss in Turčianska Štiavnička, das Dorf Šútovo, die Große Fatra in der Landschaft Turiec (deutsch Turz), aber auch die Umgebung von Liptovský Mikuláš, während die Innenszenen im A-B-Studio in Prag gedreht wurden. Das Drehbuch wurde nach dem Roman Jánošík, kapitán hôrnych chlapcov (1894) von Gustáv Maršall-Petrovský erarbeitet. Die Dreharbeiten dauerten vom Juni bis August 1921, da das Drehbuch aber nie in vollem Umfang vorhanden war, musste der Stab häufig improvisieren und verwendete als Vorlage das Drama Jánošík von Jiří Mahen. Durch den Hintergrund des Stabs sind im Film Elemente des Abenteuerfilms und des Westerns vorhanden. Durch die Arbeit von zwei Kameraleuten (Daniel Siakeľ und Oldřich Beneš) entstanden zwei Versionen des Films, eine für den tschechoslowakischen und die andere für den US-amerikanischen Markt. Noch vor der offiziellen Premiere wurde das fertige Werk am Anfang des Novembers 1921 zuerst im Kino Omnia in Vrútky dem Filmstab und Freunden gezeigt. Der Film wurde am 25. November 1921 in Kinos Passage, Central und Minuta in Prag, am 1. Dezember 1921 im Atlantic Theater in Chicago sowie am 3. Januar 1922 (nach einigen Angaben schon am 21. November 1921) im Kino Bio Universum in Žilina uraufgeführt.
Der Film war in der Tschechoslowakei erfolgreich und spielte fast 19 Millionen Tschechoslowakische Kronen ein. Das Interesse ging aber anschließend zurück, zudem konnte er sich auf US-amerikanischem Markt kaum durchsetzen, da wegen Geldmangel nur slowakische Untertitel vorhanden waren. Dies bedeutete auch das Aus für die Tatra Film Corporation, die in finanzielle Schwierigkeiten geriet und sich an keiner weiteren Filmproduktion beteiligte. Danach galt der Film jahrzehntelang als verschollen, bevor eine Kopie im Jahr 1970 in der Garage des Filmproduzenten wiedergefunden wurde. 1975 restaurierte Ivan Rumanovský die wiederentdeckte US-amerikanische Version und ergänzte sie um Kompositionen von Jozef Malovec. Der restaurierte Film hatte am 19. September 1975 im Kino Mladosť in Bratislava seine Premiere. Das Slowakische Filminstitut (slow. Slovenský filmový ústav) gab 2003 die restaurierte Version zusammen mit Filmen Jánošík I. und Jánošík II. von Paľo Bielik (1962 und 1963) sowie Bonusmaterial auf DVD heraus, mit Untertiteln auf Deutsch, Englisch, Französisch, Polnisch, Russisch, Slowakisch, Spanisch und Ungarisch.